# Athripsodes angriamani
Athripsodes angriamani är en nattsländeart som beskrevs av Schmid 1959. Athripsodes angriamani ingår i släktet Athripsodes och familjen långhornssländor. Inga underarter finns listade i Catalogue of Life.